# تيسون جاكسون
تيسون جاكسون (بالإنجليزية: Tyson Jackson)‏ هو لاعب كرة قدم أمريكية أمريكي، ولد في 6 يونيو 1986 في نيو أورلينز في الولايات المتحدة.

## وصلات خارجية
- تيسون جاكسون على موقع مرجع كرة القدم المحترفة.كوم (الإنجليزية)